# Kenneth Rush

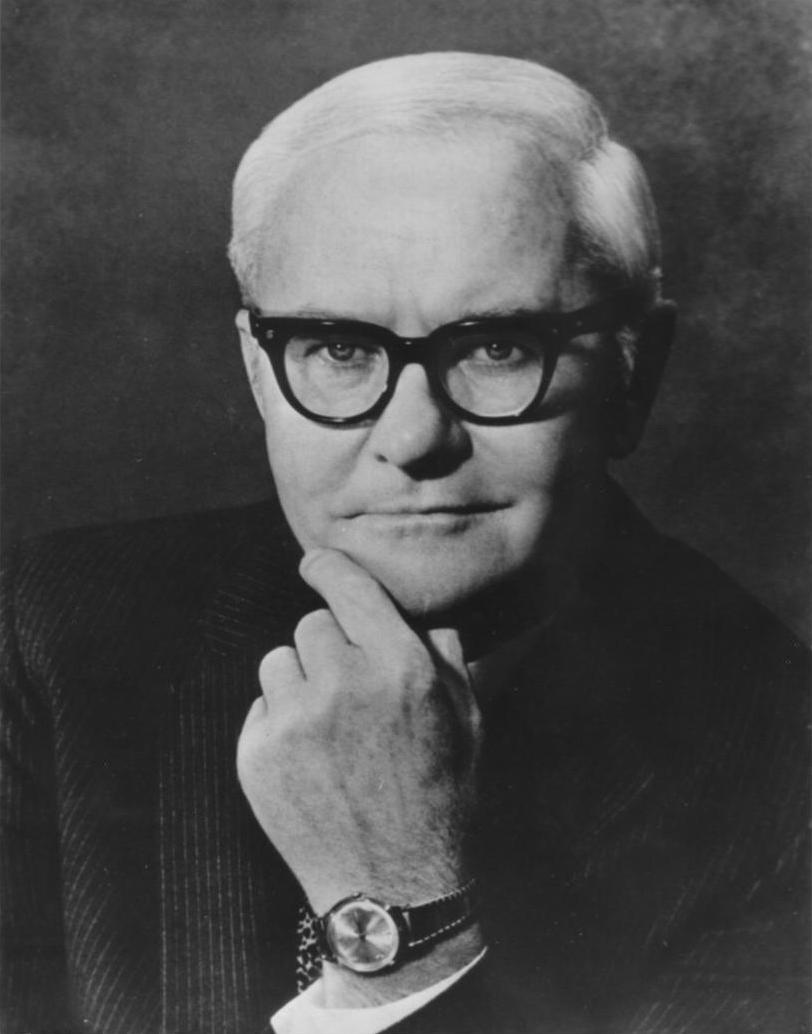
Kenneth Rush (1977)

David Kenneth Rush (* 17. Januar 1910 in Walla Walla, Washington; † 11. Dezember 1994 in Delray Beach, Florida) war ein US-amerikanischer Wirtschaftsmanager und Diplomat, der zeitweilig auch stellvertretender Außenminister der Vereinigten Staaten war.

## Leben
Rush, Sohn eines bereits 1912 verstorbenen Landwirts, studierte nach dem Schulbesuch Geschichte an der University of Tennessee und schloss dieses Studium 1930 mit einem Bachelor of Arts ab. Ein anschließendes Studium der Rechtswissenschaften an der Law School der Yale University beendete er 1932 mit einem Bachelor of Laws (LL.B.) und wurde während seines Studiums Mitglied der akademischen Verbindung Phi Beta Kappa. Nach seiner anschließenden anwaltlichen Zulassung 1932 wurde er angestellter Rechtsanwalt in der Kanzlei Chadbourne, Stanchfield and Levy, ehe er anschließend von 1936 bis 1937 Professor für Rechtswissenschaften an der Duke University war.
1937 wechselte er in die Privatwirtschaft und trat in das Chemieunternehmen Union Carbide ein, in dem er 1949 Vizepräsident wurde. Daneben war er von 1958 bis 1969 nicht nur Mitglied des Board of Directors von Union Carbide, sondern zwischen 1961 und 1966 auch Executive Vice President und dann anschließend bis 1969 Präsident und Chief Operating Officer (COO) des Unternehmens. Neben seinen dortigen Tätigkeiten wurde er 1963 auch Administrator des Entwicklungsrates der University of Tennessee. Daneben war Rush, der zeitweilig auch für den Council on Foreign Relations arbeitete, zwischen 1964 und 1969 Direktor der Foreign Policy Association.
Während der Präsidentschaften von Richard Nixon und Gerald Ford übernahm Rush zahlreiche Aufgaben in der Regierung sowie im diplomatischen Dienst. Zunächst wurde er im Juli 1969 Botschafter in der Bundesrepublik Deutschland. Nach seiner Rückkehr in die USA war er als Nachfolger von David Packard von Februar 1972 bis Februar 1973 stellvertretender Verteidigungsminister und stand als solcher dem Azorian-Projekt zur Bergung des gesunkenen sowjetischen U-Bootes K-129 vom Meeresgrund kritischer gegenüber als sein Amtsvorgänger.
Anschließend war er von Februar 1973 bis Mai 1974 stellvertretender Außenminister. Nach einer kurzen Tätigkeit von Mai bis September 1974 im Stab des Weißen Hauses als Berater des US-Präsidenten in wirtschaftspolitischen Angelegenheiten wurde er Botschafter in Frankreich und bekleidete dieses Amt bis zum Ende der Amtszeit von Gerald Ford 1977.
Im Anschluss kehrte er wieder in die Privatwirtschaft zurück und wurde 1977 Mitglied des Board of Directors der El Paso Corporation. Darüber hinaus war Rush zwischen 1979 und 1984 Vorsitzender des Atlantic Council, einer Nichtregierungsorganisation, die es sich zum Ziel gesetzt hat, eine „konstruktive US-Führung und Engagement in internationalen Beziehungen zu fördern, die eine zentrale Rolle in der atlantischen Gemeinschaft spielen“.
Seine Schriften und Briefwechsel befinden sich im Archiv der University of Tennessee.